# Высокое (Рыбновский район)
Высокое — деревня в Рыбновском районе Рязанской области, входит в состав Батуринского сельского поселения.

## География
Расположена на автодороге М-5 «Урал» в 3 км на запад от центра поселения деревни Новое Батурино и в 8 км на северо-запад от райцентра Рыбное.

## История
В XIX — начале XX века деревня входила в состав Старолетовской волости Зарайского уезда Рязанской губернии. В 1905 году в деревне было 52 двора.
С 1929 года деревня входила в состав Веселевского сельсовета Рыбновского района Рязанского округа Московской области, с 1937 года — в составе Рязанской области, с 2005 года — в составе Батуринского сельского поселения.

## Население
| 1859 | 1906 | 2010 |
| ---- | ---- | ---- |
| 241  | ↗481 | ↘378 |